# Edmond Lhuillier
Pour les articles homonymes, voir Lhuillier.
Edmond Lhuillier (Milan, novembre 1803 - Paris, 9 février 1890) est un compositeur et chansonnier français.

## Biographie
Lhuillier est très populaire dans les années 1870-1890.
Il est inhumé au cimetière parisien de Pantin (71e division).

## Œuvres
On lui doit les musiques de près de cinq cents chansons et les paroles d'environ trois cents. Il collabore ainsi avec de nombreux artistes comme Ernest Bourget, Jacques Boucher de Perthes, Émile Barateau, Louis Abadie, Charles Delange, Honoré Daumier, etc.
Parmi ses compositions les plus célèbres, citons :
- Risette, ou l'Éclat de rire, monologue en vers, 1881
- Pasquinette, ou Les deux font la paire, saynète à deux personnes, 1881
- Gai ! Gai ! Les Auvergnats (Robert Trabucco, accordéon), enregistré en 1962
- Le P'tit Quinquin (Lina Margy, chant), enregistré en 1959
- La Sabotée (Georges Cantournet, orchestration), enregistré en 1957
- Les Épouseux du Berry (1856) (Raymond Boisserie, accordéon).